# Ашланд
Ашланд (на английски: Ashland) е град в окръг Скукъл, Пенсилвания, Съединени американски щати. Намира се на 20 km северозападно от Потсвил. Населението му е 2697 души (по приблизителна оценка от 2017 г.).
В Ашланд е родена писателката Джанет Азимов (р. 1926).